# Stigmatopteris
Stigmatopteris , rod papratnica smješten u porodicu Dryopteridaceae, dio potporodice  Polybotryoideae. Postoji 6  vrsta u neotropima.

## Vrste
1. Stigmatopteris alloeoptera (Kunze) C. Chr.
2. Stigmatopteris brevinervis (Fée) R. C. Moran
3. Stigmatopteris bulbifera R. C. Moran
4. Stigmatopteris carrii (Baker) C. Chr.
5. Stigmatopteris caudata (Raddi) C. Chr.
6. Stigmatopteris contracta (Christ) C. Chr.
7. Stigmatopteris gemmipara C. Chr.
8. Stigmatopteris hemiptera (Maxon) C. Chr.
9. Stigmatopteris heterocarpa (Fée) Rosenst.
10. Stigmatopteris heterophlebia (Baker) R. C. Moran
11. Stigmatopteris ichtiosma (Sodiro) C. Chr.
12. Stigmatopteris jamaicensis (Desv.) Proctor
13. Stigmatopteris killipiana Lellinger
14. Stigmatopteris lechleri (Mett.) C. Chr.
15. Stigmatopteris litoralis Rosenst.
16. Stigmatopteris longicaudata (Liebm.) C. Chr.
17. Stigmatopteris michaelis (Baker) C. Chr.
18. Stigmatopteris nephrodioides (Klotzsch) C. Chr.
19. Stigmatopteris opaca (Baker) C. Chr.
20. Stigmatopteris pellucidopunctata (C. Chr.) C. Chr.
21. Stigmatopteris prionites (Kunze) C. Chr.
22. Stigmatopteris pterorhachis R. C. Moran
23. Stigmatopteris rotundata (Humb. & Bonpl. Willd.) C. Chr.
24. Stigmatopteris sordida (Maxon) C. Chr.
25. Stigmatopteris tijuccana (Raddi) C. Chr.
26. Stigmatopteris ulei (C. Chr.) Sehnem

## Sinonimi
- Dryopteris subgen.Stigmatopteris (C.Chr.) C.Chr.